# الذرية

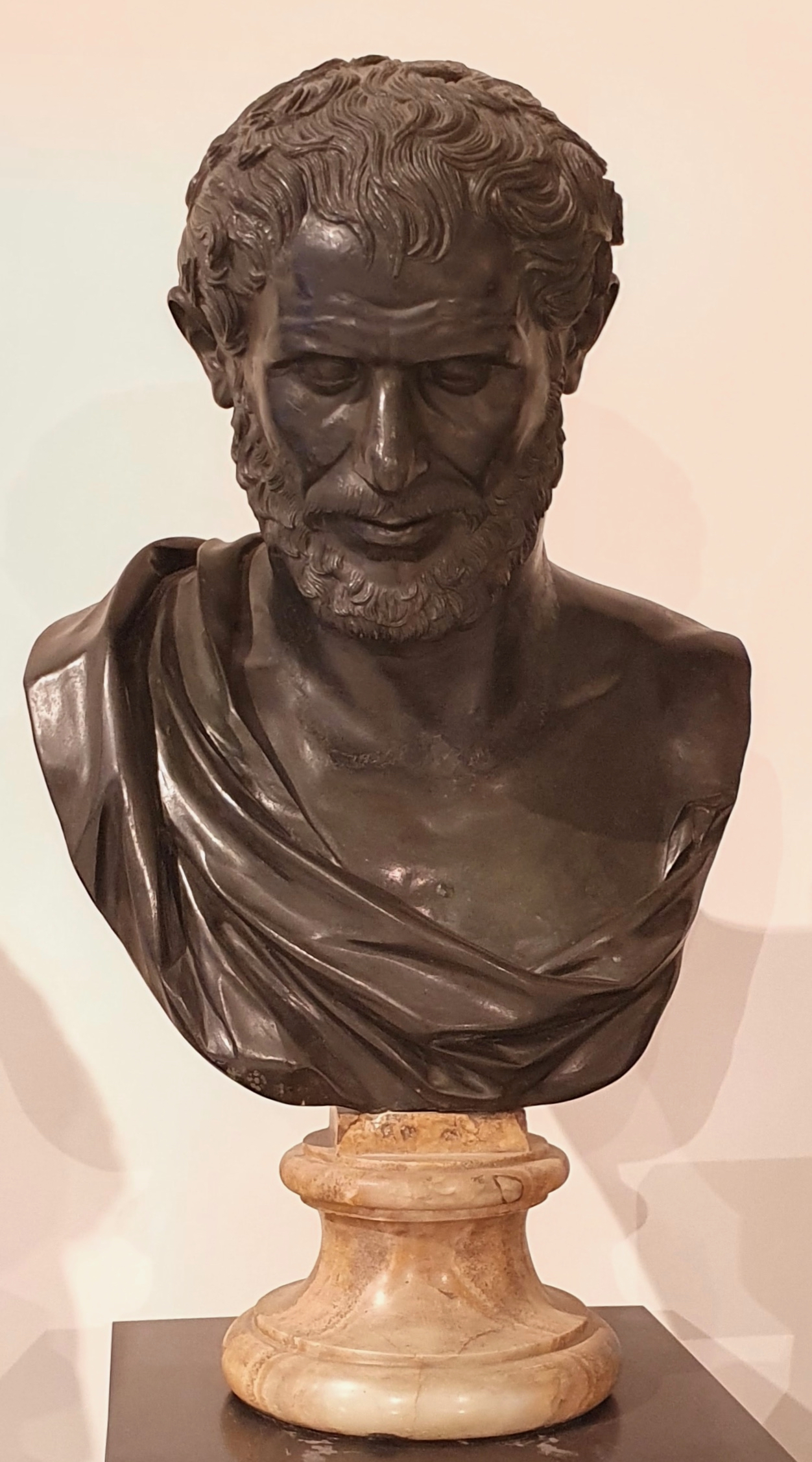
ديمقريطس

الذرية (من الكلمة اليونانية ἄτομον، أتومون، وتعني «غير قابل للقطع أو التجزئة») هي فلسفة طبيعية تفترض أن الكون المادي مكوّن من مكونات أساسية غير قابلة للتجزئة تُعرف بالذرات.
ظهرت إشارات إلى مفهوم الذرّية وذراتها في كل من الفلسفات اليونانية والهندية القديمة. يُعتبر ليوكيبوس أول شخصية موثقة في الالتزام بفكرة الذرّية، ويُعزى إليه اختراع هذا المفهوم. وقد اقترح هو وفلاسفة ذرّيون يونانيون آخرون أن الطبيعة تتكون من مبدأين أساسيين: الذرة والفراغ. ومن خلال تجمعات ذات أشكال وترتيبات ووضعيات مختلفة، تتشكل المواد المرئية المختلفة في العالم.
طور البوذيون الهنود، مثل دارماكرتي (عاش في القرن السادس أو السابع الميلادي) وآخرون، نظريات مميزة حول الذرّية، تضمنت ذرات لحظية (تُعرف باسم كالاباس) تظهر وتختفي على الفور.
أما في القرن التاسع عشر، فكانت الجسيمات الكيميائية التي اكتشف الكيميائيون والفلاسفة الطبيعيون أنها غير قابلة للتجزئة، أُطلق عليها اسم «الذرة» من قبل جون دالتون، وهو اسم مشتق من الفلسفة الذرّية القديمة. وعلى الرغم من أن العلاقة بين هذا المصطلح والذرّية التاريخية ضعيفة إلى حد كبير، فإن الجسيمات الأولية الحديثة أصبحت تشابهًا معاصرًا للذرات الفلسفية.

## الاختزالية
تُعد الذرّية الفلسفية حجة اختزالية، تفترض ليس فقط أن كل شيء يتكون من الذرات والفراغ، بل إن ما تشكّله الذرات ليس له وجود حقيقي: فالأشياء الوحيدة التي توجد فعلًا هي الذرات التي ترتد ميكانيكيًا بعضها عن بعض في فراغ فارغ تمامًا. كان أحد المؤيدين لهذه النظرية الفيلسوف اليوناني ديموقريطوس، الذي قال:
«بالاتفاق، الحلو حلو، وبالاتفاق، المر مر، وبالاتفاق، الساخن ساخن، وبالاتفاق، البارد بارد، وبالاتفاق، اللون هو اللون. ولكن في الواقع، هناك الذرات والفراغ فقط».
تتناقض الذرّية مع نظرية الجوهر التي تفترض أن المادة الأساسية المستمرة تبقى متجانسة في أي تقسيم (على سبيل المثال، نسبة العناصر الأربعة التقليدية تظل نفسها في أي جزء من مادة متجانسة).

## العصور القديمة

### الذرّية اليونانية

#### ديموقريطوس
في القرن الخامس قبل الميلاد، اقترح ليوكيبوس وتلميذه ديموقريطس أن كل المادة مكوّنة من جسيمات صغيرة غير قابلة للتجزئة، أطلقوا عليها اسم «الذرات». لا يُعرف شيء على الإطلاق عن ليوكيبوس سوى أنه كان معلم ديموقريطوس. أما ديموقريطوس، فقد كتب بغزارة، حيث أنتج أكثر من ثمانين مؤلفًا، لم ينجُ منها أي عمل كامل حتى يومنا هذا. ومع ذلك، بقي عدد كبير من الشذرات والاقتباسات التي توفر معلومات عن أفكاره حول الذرات. استندت حجج ديموقريطوس لوجود الذرات إلى فكرة أنه من المستحيل تقسيم المادة إلى ما لا نهاية، وبالتالي يجب أن تكون المادة مكوّنة من جسيمات صغيرة للغاية. سعى ديموقريطوس إلى إزالة التمييز الذي طرحته مدرسة إيليا بين «المطلق»، أو الوجود الحقيقي الوحيد، والعالم المتغير المحيط بنا.
اعتقد ديموقريطوس أن الذرات صغيرة جدًا بحيث لا يمكن للحواس البشرية إدراكها، وأنها لا حصر لها، وأنها تأتي في أنواع لا حصر لها، وأنها كانت موجودة دائمًا. تطفو الذرات في فراغ أطلق عليه ديموقريطوس اسم «الخلاء أو الفراغ»، وهي تختلف في الشكل والترتيب والوضعية. بعضها محدب، وبعضها مقعر، وبعضها له أشكال مثل الخطافات أو العيون. تتحرك الذرات باستمرار وترتطم ببعضها البعض. كتب ديموقريطوس أن الذرات والفراغ هما الشيئان الوحيدان الموجودان، وأن كل الأشياء الأخرى يُقال إنها موجودة بموجب الاتفاق الاجتماعي. وتتكون الأشياء التي يراها البشر في حياتهم اليومية من العديد من الذرات المتحدّة عبر تصادمات عشوائية، وتتحدد أشكالها وموادها بنوع الذرات المكوّنة لها. وبالمثل، فإن الإدراكات البشرية سببها الذرات أيضًا. فمثلًا، الطعم المر ينجم عن ذرات صغيرة وزاويّة وحادة تمر عبر اللسان؛ بينما الطعم الحلو ينجم عن ذرات أكبر وأكثر نعومة واستدارة تمر عبر اللسان.
سابقًا، أنكر بارمنيدس وجود الحركة والتغير والفراغ. كان يعتقد أن كل الوجود هو كتلة واحدة شاملة وثابتة (وهو مفهوم يُعرف بالوَحدَانية أو المونيزم)، وأن التغير والحركة مجرد أوهام. رفض بارمنيدس بشكل صريح التجربة الحسية كطريق لفهم الكون، واستخدم بدلًا منها التفكير المجرد فقط. كان يعتقد بعدم وجود الفراغ، معتبرًا إياه مكافئًا لعدم الوجود. وهذا يعني بدوره أن الحركة مستحيلة، لأنه لا يوجد فراغ يمكن التحرك إليه. لم يذكر بارمنيدس الفراغ بشكل مباشر أو ينكر وجوده صراحةً، ولكنه قال إن ما ليس موجودًا لا يمكن أن يوجد. وأوضح أيضًا أن كل ما هو موجود يجب أن يكون وحدة غير قابلة للتقسيم؛ لأنه إذا كان هناك تعدد، فلا بد أن يكون هناك فراغ يمكن أن يفصل بين هذه الأجزاء. وأخيرًا، أكد أن الوحدة الشاملة غير متغيرة، لأنها تحتوي بالفعل على كل ما هو موجود وما يمكن أن يكون موجودًا.
رفض ديموقريطوس اعتقاد بارمنيدس بأن التغيير وهم. بل اعتقد أن التغيير حقيقي، وإذا لم يكن كذلك، فيجب على الأقل تفسير الوهم نفسه. لذلك، دعم ديموقريطوس فكرة الفراغ، وأكد أن الكون يتكون من كيانات بارمينية متعددة تتحرك في الفراغ. الفراغ لانهائي ويوفر مساحة يمكن للذرات أن تتكدس فيها أو تتناثر بطرق مختلفة. التكدسات والانتشارات المختلفة داخل الفراغ هي التي تشكل حدود وأحجام الأشياء التي يشعر بها الكائن الحي أو يراها أو يتذوقها أو يسمعها أو يشمها. ورغم أن الكائنات الحية قد تشعر بالحرارة أو البرودة، فإن الحرارة والبرودة لا تمتلكان وجودًا حقيقيًا في حد ذاتهما. إنهما مجرد إحساسات تُنتَج داخل الكائنات بسبب التجمعات والتبعثرات المختلفة للذرات في الفراغ التي تُكوِّن الجسم الذي تشعر به الكائنات كأنه «ساخن» أو «بارد».
أعمال ديموقريطوس، فلا تزال موجودة فقط في روايات ثانوية، بعضها غير موثوق أو متضارب. أفضل الأدلة على نظريته الذرّية وردت في نقاشات أرسطو (384-322 ق.م.) عن أفكار ديموقريطوس وأفلاطون المتباينة حول أنواع الجسيمات المكونة للعالم الطبيعي.

#### ذرّية نقطة الوحدة
وفقًا لبعض الفلاسفة في القرن العشرين، كانت ذرّية نقطة الوحدة فلسفة البيثاغوريين، وهي رفض واعٍ لفلسفة بارمنيدس والإيليائيين. اقترحت هذه الفلسفة أن الذرات صغيرة للغاية «نقاط» لكنها تمتلك خاصية الجسدية. كانت هذه الفكرة مقدمة للذرّية الديموقريطوسية. ومع ذلك، فإن معظم الباحثين المعاصرين في الفلسفة قبل السقراطية، مثل كورت فون فريتز، ووالتر بوركيرت، وغريغوري فلاستوس، وجوناثان بارنز، ودانيال و. غراهام، قد رفضوا أن تكون أي صورة للذرّية قد ارتبطت بالبيثاغوريين الأوائل (قبل إكفانتوس من سيراكيوز).
استُدعي مفهوم ذرّية نقطة الوحدة لفهم عبارة منسوبة إلى زينون الإيلي في حوار بارمنيدس لأفلاطون: «هذه الكتابات التي كتبتها كانت تهدف إلى حماية حجج بارمنيدس ضد من يسخرون منه... إجابتي موجّهة إلى أنصار التعددية». وقد قيل إن التعدديين المناهضين لبارمنيدس كانوا ذرّيين يعتمدون على فكرة نقطة الوحدة، وكانت فلسفتهم رد فعل على الإيليائيين. ومع ذلك، فإن هذه الفرضية، التي تهدف إلى تفسير مفارقات زينون، قد تم رفضها بشكل واسع.

## النظرية الذرية الحديثة

### أواخر القرن الثامن عشر
بحلول أواخر القرن الثامن عشر، بدأت الممارسات العملية في الهندسة والتكنولوجيا تؤثر على التفسيرات الفلسفية لتكوين المادة. وبدأ أولئك الذين يتأملون الطبيعة النهائية للمادة بالتحقق من تجاربهم الفكرية عبر تجارب قابلة للتكرار عندما كان ذلك ممكنًا.
قدّم العالم متعدد التخصصات من راغوزا، روجر بوسكوفيتش (1711–1787)، أول نظرية رياضية عامة للذرية مستندة إلى أفكار نيوتن وليبنيتز، لكنه عدّلها لتوفير برنامج للفيزياء الذرية.

### القرن التاسع عشر

#### جون دالتون
في عام 1808، جمع الفيزيائي الإنجليزي جون دالتون (1766–1844) الأعمال التجريبية المعروفة للعديد من العلماء لتلخيص الأدلة التجريبية حول تكوين المادة. لاحظ دالتون أن الماء المقطر، في أي مكان، يتكون من نفس العناصر، وهي الهيدروجين والأكسجين. وبالمثل، تتحلل المواد النقية الأخرى إلى نفس العناصر بنفس النسب الوزنية. يشير دالتون:
«يمكننا أن نستنتج أن الجزيئات النهائية لجميع المواد المتجانسة متشابهة تمامًا في الوزن والشكل، وما إلى ذلك. بمعنى آخر، كل جزيء من الماء يشبه أي جزيء آخر من الماء؛ وكل جزيء من الهيدروجين يشبه أي جزيء آخر من الهيدروجين، وهكذا.»

علاوة على ذلك، خلص دالتون إلى أن هناك ذرة فريدة لكل عنصر، مستخدمًا تعريف لافوازييه للعناصر باعتبارها مواد لا يمكن تحليلها إلى شيء أبسط. وبالتالي، استنتج دالتون ما يلي:
«لا يتجاوز التحليل والاصطناع الكيميائي فصل الجسيمات عن بعضها البعض أو إعادة اتحادها. فلا يمكننا خلق مادة جديدة أو تدمير مادة موجودة باستخدام العمليات الكيميائية. يمكننا القول إن محاولة إدخال كوكب جديد إلى النظام الشمسي أو إلغاء كوكب موجود تعادل محاولة خلق أو تدمير جزيء من الهيدروجين. جميع التغيرات التي يمكننا إحداثها تقتصر على فصل الجزيئات التي في حالة تماسك أو اتحاد، وإعادة جمع الجزيئات التي كانت متباعدة سابقًا.»
ثم قدّم دالتون قائمة بالأوزان النسبية لتركيبات بعض المركبات الشائعة، وخلص إلى ما يلي:
1. الماء مركب ثنائي يتكون من الهيدروجين والأكسجين، والأوزان النسبية للذرتين تقارب 1:7.
2. الأمونيا مركب ثنائي يتكون من الهيدروجين والنيتروجين (أزوت)، والأوزان النسبية للذرتين تقارب 1:5.

خلص دالتون إلى أن النسب الثابتة للعناصر بالوزن تشير إلى أن ذرات عنصر واحد تتحد مع عدد محدود فقط من ذرات العناصر الأخرى لتكوين المواد.

#### الجدل حول النظرية الذرية
ظلت نظرية دالتون الذرية موضع جدل طوال القرن التاسع عشر. ورغم قبول قانون النسب المحددة، لم يُقبل الافتراض بأن الذرات هي السبب وراء ذلك بشكل واسع. على سبيل المثال، عندما قدّم السير همفري ديفي الميدالية الملكية من الجمعية الملكية لدالتون عام 1826، قال إن النظرية أصبحت مفيدة فقط عند تجاهل الفرضية الذرية. وفي عام 1866، نشر الكيميائي الإنجليزي السير بنجامين كولينز برودي الجزء الأول من كتابه «حساب العمليات الكيميائية» كبديل غير ذري للنظرية الذرية. وصف برودي النظرية الذرية بأنها «عمل مادي بحت يشبه عمل النجارة». وفي عام 1869، استخدم الكيميائي الإنجليزي ألكسندر ويليامسون خطابه الرئاسي في الجمعية الكيميائية بلندن للدفاع عن النظرية الذرية ضد منتقديها ومشككيها، مما أدى إلى اجتماعات أخرى هاجم فيها الوضعيون الافتراض بوجود ذرات. حُسم الجدل أخيرًا لصالح دالتون في أوائل القرن العشرين مع ظهور الفيزياء الذرية.

### القرن العشرون

#### التحقق التجريبي
طُرحت الذرات والجزيئات منذ فترة طويلة كعناصر أساسية للمادة، ونشر ألبرت أينشتاين ورقة بحثية عام 1905 تشرح كيفية تسبب الجزيئات المائية الفردية في الحركة التي لاحظها عالم النبات الاسكتلندي روبرت براون. كان هذا التفسير للحركة البراونية دليلًا مقنعًا على وجود الذرات والجزيئات، وأُثبت تجريبيًا لاحقًا من قبل الفيزيائي الفرنسي جان بيرين (1870–1942) في عام 1908. حصل بيرين على جائزة نوبل في الفيزياء عام 1926 «لعمله حول البنية المتقطعة للمادة». تتغير اتجاهات قوة القصف الذري باستمرار، وفي أوقات مختلفة تتعرض الجزيئات لضربات أكثر من جانب مقارنة بالآخر، مما يؤدي إلى الطبيعة العشوائية الظاهرة للحركة.